# Киркхем, Памела Вивьен, 16-я баронесса Бернерс
Памела Вивьен Киркхэм, 16-я баронесса Бернерс (англ. Pamela Vivien Kirkham, 16th Baroness Berners; 30 сентября 1929 — 23 января 2023) — английская наследственная пэрис и бывший член Палаты лордов, которая служила медсестрой NHS.

## Биография и Карьера
Родилась 30 сентября 1929 года в Глостершире. Старшая дочь Веры Руби, урождённой Тирвитт (15-я баронесса Бернерс) (1901—1992), и её мужа Гарольда Уильямса. Она получила образование в школе Стонар и больнице Рэдклифф в Оксфорде, где в 1951 году получила квалификацию государственной зарегистрированной медсестры (SRN), после чего работала в Национальной службе здравоохранения.
Достопочтенная Памела Уильямс вышла замуж 1 марта 1952 года за капитана Майкла Джозефа Сперри Киркхема, офицера дербиширского йоменского полка. У супругов трое детей:
- Достопочтенный Руперт Уильям Тирвитт Киркхэм (род. 18 февраля 1953), женат с 1994 года на Лизе Кэрол Джуди Липси.
- Достопочтенная Кэролайн Розмари Тирвитт Киркхэм (род. 6 мая 1956), муж с 1981 года Роберт Фрэнсис Гордон, от которого у неё двое детей
- Достопочтенный Робин Рэймонд Тирвитт Киркхэм (род. 1 декабря 1958), с 1991 года женат на Дженнифер Энн Эллер, от брака с которой у него двое дочерей.

После смерти её матери в 1992 году древнее баронство Бернерс по судебному приказу прекратило своё существование. На него стали претендовать Памела и её младшая сестра Розмари (род. 1931), урожденной Уильямс (ныне именуемой достопочтенной миссис Поллок: её муж — Келвин Поллок). Как это принято в таких неоспоримых случаях, Комитет привилегий Хола прекратил отстранение баронства в пользу старшей дочери, таким образом, леди Бернерс унаследовала титул своей матери в 1995 году. Она присоединилась к консервативной скамье в Палате лордов, говоря о вопросы здравоохранения и ухода за больными, где она работала до 1999 года.
Наследником титула является ее старший сын, достопочтенный Руперт Киркхэм), который женился 12 февраля 1994 года на Лизе Липси, чей отец был награждённым пилотом ВВС США полковником Эдвардом Липси (умер в 2002 году). Достопочтенный Руперт и миссис Киркхэм живут в Бате, Сомерсет, со своим сыном Эдвардом (родился в 1994 году).
Бернерс умерла от инсульта 23 января 2023 года в возрасте 93 лет. Ее титул перешел к ее старшему сыну Руперту Уильяму Тирвитту Киркхэму, который 12 февраля 1994 года женился на Лизе Липси, дочери награжденного военно-воздушного флота США.